# Сант-Эуфемия-а-Маелла
Сант-Эуфемия-а-Маелла (итал. Sant'Eufemia a Maiella) — коммуна в Италии, располагается в регионе Абруццо, в провинции Пескара.
Население составляет 312 человека (2008 г.), плотность населения составляет 8 чел./км². Занимает площадь 40 км². Почтовый индекс — 65020. Телефонный код — 085.
Покровителем коммуны почитается святой апостол Варфоломей, празднование 24 августа.

## Демография
Динамика населения:

## Администрация коммуны
- Официальный сайт: